# Мирний (Зональний район)
Ми́рний (рос. Мирный) — селище у складі Зонального району Алтайського краю, Росія. Адміністративний центр Чемровської сільської ради.

## Населення
Населення — 1426 осіб (2010; 1420 у 2002).
Національний склад (станом на 2002 рік):
- росіяни — 92 %